# ادواردز، میسیسیپی
ادواردز (به انگلیسی: Edwards) شهرکی در ایالت میسیسیپی کشور ایالات متحده آمریکا است که جمعیت آن در سرشماری سال ۲۰۱۰ میلادی، ۱٬۰۳۴
نفر بوده‌است.